# Jim Sturgess

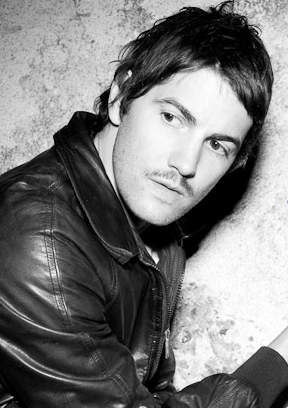
Jim Sturgess

James Anthony „Jim“ Sturgess (* 16. Mai 1978 in London, England) ist ein britischer Schauspieler und Musiker.

## Leben und Wirken
Sturgess wuchs in Farnham in der englischen Grafschaft Surrey auf und trat 1993 bis 1995 im Londoner National Youth Music Theatre auf. Seine erste Filmrolle spielte er an der Seite von Albert Finney, Greta Scacchi, Matthew Modine und Julian Sands im britischen Filmdrama Schrei in die Vergangenheit von Mike Figgis aus dem Jahr 1994. 1997 schloss er die School of Media, Music and Performance der University of Salford ab. Entdeckt wurde er während einer Aufführung seiner selbstgeschriebenen und -produzierten, auf Dichtung basierenden One-Act-Show namens „Buzzin'“. Danach spielte er kleinere Rollen in einigen britischen Fernsehserien und Independent-Filmen und wurde Mitglied in zwei Bands („Dilated Spies“ und „Saint Faith“). Als sich beide auflösten, begann er, sich mehr auf die Schauspielerei zu konzentrieren.
Eine der größeren Rollen spielte er neben Ciarán Hinds im Fernsehdrama Thursday the 12th (2000).
Im Musikfilm Across the Universe (2007) übernahm Sturgess die Hauptrolle eines englischen Hafenarbeiters, der in die Vereinigten Staaten reist und sich dort verliebt. Die Veröffentlichung des Filmdramas Die Schwester der Königin, in dem er an der Seite von Natalie Portman und Scarlett Johansson spielte, wurde im Februar 2008 auf der Berlinale 2008 vorgeführt. Eine seiner bekanntesten Rollen spielte er in 21. Darin verkörpert er einen MIT-Studenten, der durch Kartenzählen in den Casinos von Las Vegas Millionen verdient. In Crossing Over (2009) spielt er an Seite von Harrison Ford, Ray Liotta und Ashley Judd. Der Spielfilm handelt von verschiedenen Menschen aus unterschiedlichen Ländern, die in die USA immigriert sind und versuchen eingebürgert zu werden. Im selben Jahr erschien 50 Dead Men Walking – Der Spitzel, in dem er, in der Hauptrolle, einen jungen Iren darstellt, der von der britischen Polizei den Auftrag bekommt, die IRA auszuspionieren und dadurch das Leben von über 50 Menschen rettet. Für den Horrorfilm Heartless (2009) von Philip Ridley bekam Sturgess 2010 den Best Actor Award beim Fantasporto Film Festival. Im Abenteuerdrama The Way Back – Der lange Weg (2011) von Peter Weir spielt er an Seite von Colin Farrell und Ed Harris einen polnischen Soldaten. In dem Film, der im Zweiten Weltkrieg spielt, bricht er mit einer Gruppe von Gefangenen aus einem russischen Vernichtungslager aus und läuft mit ihnen von Sibirien bis ins nicht-kommunistische Indien. Im November 2011 erschien in Deutschland die Liebesgeschichte Zwei an einem Tag, die auf dem Bestsellerroman von David Nicholls basiert. Darin spielt Sturgess die männliche Hauptrolle Dexter, während Anne Hathaway die weibliche Hauptrolle der Emma Morley verkörpert. Der Film handelt von zwei Studenten, die sich am 15. Juli 1988 das erste Mal treffen. Danach wird ihre Geschichte jeden 15. Juli über die folgenden 20 Jahre erzählt.
Seine neuesten Filmprojekte waren Upside Down, eine Science-Fiction-Romanze mit Kirsten Dunst, Promised Land und Ashes.
Neben seiner Schauspielkarriere ist Jim Sturgess außerdem als Songwriter und Musiker aktiv. So schrieb und sang er zwei Lieder für seine Rolle in Crossing Over und drei Lieder für den Film Heartless. Momentan beschäftigt er sich mit einer Band namens Tragic Toys, in Zusammenarbeit mit seiner Lebensgefährtin. Sein Musikgenre bezeichnet er als Alternative, Ambient und Electro.
2012 spielte Sturgess in Cloud Atlas in verschiedenen Rollen. 2014 wurde bestätigt, dass Sturgess und Bae Doona, Co-Star in Cloud Atlas, in einer Beziehung sind.
Sturgess ist seit 30. Juli 2019 mit Dina Mousawi verheiratet. Mousawi ist ebenfalls Schauspielerin und hat irakisch-ukrainische Eltern.

## Filmografie (Auswahl)
- 1994: Schrei in die Vergangenheit (The Browning Version)
- 2000: Thursday the 12th
- 2004: The Second Quest
- 2004: The Final Quest
- 2005: Mouth to Mouth
- 2007: Across the Universe
- 2008: Die Schwester der Königin (The Other Boleyn Girl)
- 2008: 21
- 2008: 50 Dead Men Walking – Der Spitzel (Fifty Dead Men Walking)
- 2009: Crossing Over
- 2009: Heartless
- 2010: Die Legende der Wächter (Legend of the Guardians: The Owls of Ga'Hoole, Stimme)
- 2010: The Way Back – Der lange Weg (The Way Back)
- 2011: Zwei an einem Tag (One Day)
- 2012: Cloud Atlas
- 2012: Upside Down
- 2013: The Best Offer – Das höchste Gebot (La migliore offerta)
- 2014: Stonehearst Asylum – Diese Mauern wirst du nie verlassen (Stonehearst Asylum)
- 2014: Electric Slide
- 2015: Kidnapping Freddy Heineken
- 2016: Feed the Beast
- 2017: Geostorm
- 2018: Hard Sun (Fernsehserie, 6 Episoden)
- 2018: Zu schön um wahr zu sein – Die JT LeRoy Story (JT LeRoy)
- 2018: London Fields
- seit 2020: Home Before Dark (Fernsehserie)
- 2022: Allein mit dir (Alone Together)
- 2024: Apartment 7A